# Likimi
Likimi est une localité et le chef-lieu du secteur Ngombe-Doko du territoire de Budjala, dans le district du Sud-Ubangi dans la province de l’Équateur en République démocratique du Congo.
Elle est située sur la rive droite de la rivière Mongala.